# Christkönigs-Institut Meitingen

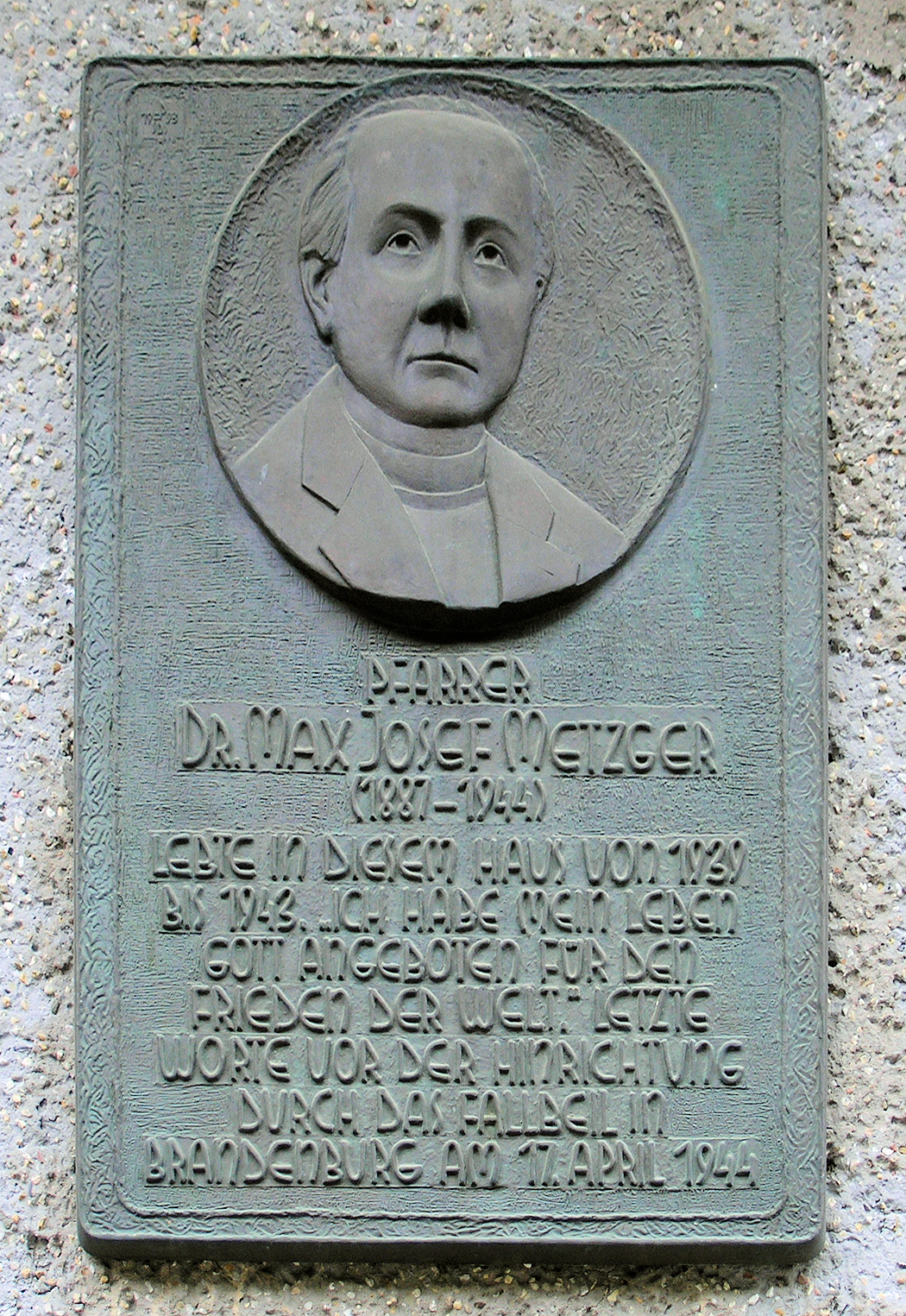
Gedenktafel am Haus Willdenowstraße 8 in Berlin-Wedding für Max Josef Metzger

Das Christkönigs-Institut Meitingen wurde 1919 vom Freiburger Priester Max Josef Metzger (1887–1944) als „Missionsgesellschaft vom Weißen Kreuz“ in Graz gegründet und 1928 nach Meitingen bei Augsburg verlegt. Es trug nun den Namen „Christkönigsgesellschaft“ und erhielt 1969 die kirchliche Anerkennung als Säkularinstitut in der Römisch-katholischen Kirche. Danach trug es die Bezeichnung „Christkönigs-Institut“.

## Geschichte
Die Geschichte des Christkönigs-Instituts steht mit dem Leben und dem Wirken von Max Josef Metzger in einem unmittelbaren Zusammenhang. Er selbst nannte sich Bruder Paulus und verehrte den Apostel Paulus von Tarsus. Im Herbst 1915 wurde er von Johannes Ude nach Graz gerufen. Zusammen arbeiteten sie im „Kreuzbündnis-Verband abstinenter Katholiken“, später übernahm Metzger die Leitung des österreichischen Kreuzbundes und baute die „Volksheilzentrale“ auf. 1917 stieß der Steyler Missionar Wilhelm Impekoven SVD († 7. Dezember 1918), der sich Bruder Gottwills nannte und aus Meßdorf bei Bonn kam, zu ihm. Sie gründeten im gleichen Jahr den „Weltfriedensbund vom Weißen Kreuz“. Der nächste Verbündete wurde 1918 der aus dem Salzburger Land nach Graz gekommene Eduard Hasenbichler, er führte den Namen Bruder Franz. Bruder Franz schulte das Personal für die Volksheilzentrale und gründete den „Bund der Missionsopferseelen vom Weißen Kreuz“.

### Gründung
Am 27. Juni 1919, dem Herz-Jesu-Fest, schloss man sich zur „Missionsgesellschaft vom Weißen Kreuz“ zusammen. Zu den Gründungsmitgliedern zählten: Bruder Paulus (Generalleiter), Bruder Gottwills, Bruder Franz, Anna Strnad (Missionshelferin), Ernst Burkard (Missionshelfer), Elisabeth Bayer (Fachlehrerin), Ludowika Molschensky (Buchhalterin), Anna Eggenberger (Missionskandidatin), Rudolfa Dörfler (Missionspostulantin), Ottilia Heidegger (Missionspostulantin), Emma Schmiermaul (Missionskandidatin) und Augustine Keimer (Missionskandidatin).

### Meitingen

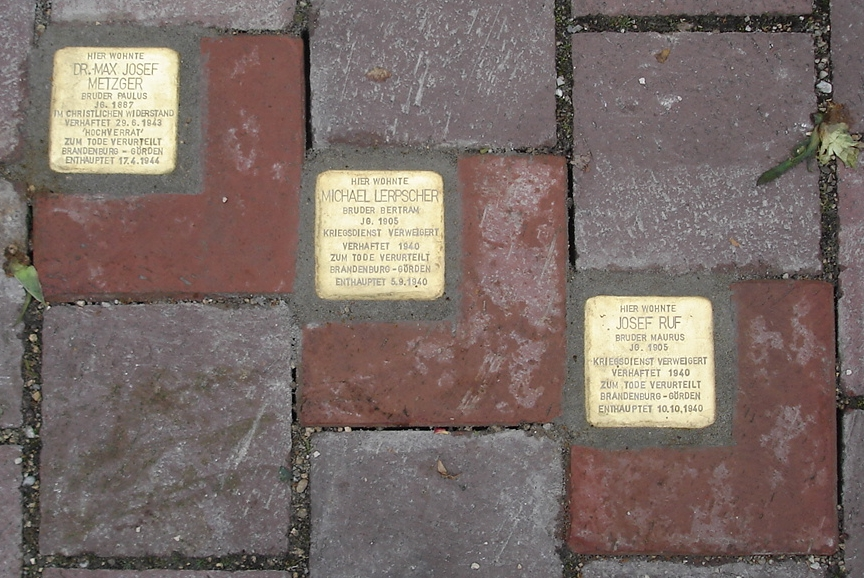
Stolpersteine im Gedenken an Max Josef Metzger

1928 verlegte die Missionsgesellschaft ihren Arbeitsschwerpunkt nach Meitingen und wurde seit 1927 umfirmiert auf den Namen „Societas Christi Regis“  (Christkönigsgesellschaft); 1925 hatte Papst Pius XI. das Christkönigsfest für die ganze Kirche eingeführt. Die Gesellschaft hatte 84 Mitglieder, von denen sechs Priester, 15 Laienbrüder und 63 Schwestern waren. 1933 trat der 1940 vom Nationalsozialismus hingerichtete Joseph Ruf (1905–1940) als Bruder Maurus in die Gesellschaft ein. Der ebenfalls 1940 hingerichtete Michael Lerpscher war Laienbruder der Christkönigsgesellschaft. Max Josef Metzger wurde am 17. April 1944 im Zuchthaus Brandenburg-Görden hingerichtet.

### Säkularinstitut
Zum 50. Jubiläumsjahr, am Christ-Königs-Fest 1969, verkündete der Augsburger Bischof Josef Stimpfle (1916–1996), nach dem „Nihil obstat“ aus Rom, die Anerkennung als Säkularinstitut diözesanen Rechts.

## Geistliche Bewegung
Im Jahr 1919 schlossen sich weitere Schwestern und Brüder an. Bruder Paulus, als ihr Generalleiter, gab als Wahlspruch die Worte „Christus muss König sein!“ vor. Seine Zielvorgabe war, dass die Mitglieder lernen sollen in der Welt zu sein, ohne mit der Welt zu leben. Die „Missionsfreunde“, wie sich die Mitglieder nannten, legen eine Verpflichtungserklärung ab, auf der das ganze Leben aufgebaut ist. Es werden keine zusätzlichen Forderungen auferlegt. Maß aller Dinge sind die Forderungen, die die katholische Kirche an alle ihre Gläubigen stellt. In ihrer Satzung legen sie fest, dass sich die Missionsgesellschaft vom Weißen Kreuz auf den engeren Kreis derer, die eine Art moderner Ordensgemeinschaft in der Welt zu verwirklichen trachten, sei es in der „regulierten“ Form (Verpflichtung zu Armut, Gehorsam, Ehelosigkeit, Mission), sei es in der „freien“ Art, wie sie auch neben einem bürgerlichen Beruf möglich ist, beschränkt.

## Aufgabenspektrum
In den vergangenen Jahrzehnten haben sich die Aufgabengebiete gewandelt. Ausgerichtet an den gesellschaftlichen Veränderungen und Lebensbedingungen besteht die Hauptaufgabe der Mitglieder darin, ihr Leben für Frieden und Einheit – für Frieden unter den Völkern und für die Einheit der Kirche – zu opfern. Die Schwerpunkte liegen in gemeinsamen sozial-apostolischen Einsätzen. Ihr Alltag wird von der Feier der Heiligen Messe, dem Gebet, der Meditation und der Schriftlesung geprägt.